# Hinter der Tür (2012)
Hinter der Tür ist die Verfilmung eines autobiografischen Romans der ungarischen Schriftstellerin Magda Szabó. Der Film wurde unter der Regie des ungarischen Regisseurs István Szabó gedreht. Offizieller deutscher Kinostart war der 5. April 2012. 2012 war der Film auf dem Internationalen Film Festival in Moskau für einen Golden St. George nominiert.

## Handlung
Ungarn in den 1960er Jahren: Die Schriftstellerin Magda zieht mit ihrem Ehemann Tibor an den Stadtrand von Budapest. Sie bittet ihre Nachbarin Emerenc, für sie als Haushälterin zu arbeiten, woraufhin diese zunächst abweisend und misstrauisch reagiert. Schließlich nimmt Emerenc die Anstellung doch an. Den Herrn des Hauses behandelt sie von Anfang an mit ausgesuchter Höflichkeit und mit Respekt. Anders das Verhalten zu Magda. Es entspinnt sich ein Kleinkrieg zwischen den beiden Frauen, denn Emerenc fängt an, das Haus nach ihrem Geschmack umzudekorieren. Allerhand Kitschfiguren ziehen in das Haus ein, sie kocht nicht, was sie soll, sondern was sie will, serviert das Essen in ihrem eigenen Porzellan von feinster Qualität, und sie erlaubt sich spöttische Bemerkungen über die Lebensweise ihrer Arbeitgeber. Magdas Kirchenbesuche reizen sie zu zynischen Bemerkungen über Religion im Allgemeinen und die Geschichten aus der Bibel im Besonderen. Einzig der Zimmermann Joseph, Ziehvater von Jesus, findet Gnade vor ihren Augen, der habe  wenigstens „gearbeitet“. Versuche Magdas, Informationen über die Frau bei den Nachbarn einzuholen, prallen an einer Mauer des Schweigens ab, niemand kennt sie näher, niemand will etwas mit ihr zu tun haben, und niemand hat jemals ihr Haus betreten. Man hegt allerdings den Verdacht, dass sie als Spitzel für die nationalsozialistischen Besatzer während des Zweiten Weltkriegs, als Hunderttausende Juden aus Ungarn deportiert wurden, gearbeitet habe.
Als Magda und Tibor von einer Reise zurückkehren, werden sie von den Nachbarn zu Hilfe gerufen, denn man hat Emerenc seit Tagen nicht mehr gesehen. Die Tür wird aufgebrochen, Emerenc liegt wie tot an der Türschwelle und neun Katzen – ihr sorgfältig gehütetes Geheimnis – verschwinden in alle Richtungen. Sie wird ins Krankenhaus eingeliefert, dämmert vor sich hin, während ihr verwahrlostes Heim ausgeräumt wird, das Mobiliar zerschlagen wird und Bücher, Papiere und Kleider verbrannt werden.

## Produktion und Veröffentlichung
Szabó hat das Drehbuch zusammen mit Andrea Vészits (* 1956) nach dem 1987 erschienenen autobiografisch gefärbten Roman von Magda Szabó erarbeitet. Für Vészits war es nach Rokonok (2006) und Süße Emma, liebe Böbe (2005) die dritte Zusammenarbeit mit Szabó. Gedreht wurde der Film von September bis Oktober 2010 in Budapest.
Hinter der Tür blieb der einzige Film, den Szabó mit dem ungarischen Kameramann Elemér Ragályi gedreht hat. Ragályi filmte im Format 35 mm, die traumatischen Erlebnisse aus Emerenc' Leben sind in Schwarzweiß- oder Sepia-Rückblenden erzählt. Die Kostüme entwarf die 1998 mit dem Kossuth-Preis ausgezeichnete ungarische Kostümbildnerin Györgyi Szakáca (* 1951).
Die Filmmusik komponierte Béla Barabas unter Beteiligung von Sándor Józsa und Dávid Kósa (* 1977). Es spielte das Hungarian Studio Orchestra unter der Leitung von Dávid Kósa. Die Klavierstücke sind Auszüge aus Robert Schumanns Sechs Klavierstücke in kanonischer Form, op. 56, Kinderszenen, Nr. 8, op. 15 und Fünf Stücke im Volkston, Nr. 3., op. 102, mit Kósa am Piano.
Szabó hat einen Cameo-Auftritt als Arzt in einem Krankenhaus.
Deutsche Premiere des Films war am 8. März 2012 im Kino International in Berlin. Im Laufe des Jahres 2012 wurde der Film auf den Filmfestivals in Moskau,  Karlsbad und Rio de Janeiro vorgestellt, erhielt aber keine Auszeichnung.
Kinostart in Ungarn war der 8. März 2012, in Deutschland der 5. April 2012. Piffl Medien brachte eine DVD in deutscher, englischer und ungarischer Sprache mit einem Booklet in deutscher Sprache heraus.

## Kritik
In den Filmkritiken wird übereinstimmend die schauspielerische Leistung von Helen Mirren und Martina Gedeck gelobt. Linda Bach schreibt in ihrer ausführlichen Filmkritik, Szabó fädele in der Kinoadaption des Romans eine „Perlenkette psychologischer Konfrontationen“ auf, und zu Szabós Bildsprache: „Unmerklich drängen István Szabós Bilder den Zuschauer in die Rolle des unsichtbaren Gastes […], der in dem psychischen Kräftemessen zwischen ihr [Magda] und der herrischen Dienerin Stellung beziehen muss.“ Emerenc könne Menschen wie ihre Haustiere zwar abgöttisch lieben, aber sie hätten zu gehorchen, ihre Bedürfnisse unterzuordnen und „ihre selbsterkorene gesinnungsethische Überlegenheit kritiklos hinzunehmen“. Inwieweit das Drama diese Haltung teile, bleibe im Dunkel des magischen Realismus verborgen. „Absichtlich oder instinktiv findet er [Szabó] eine kongeniale Bildsprache für die ambivalenten Gefühle gegenüber den zwiespältigen Figuren“.
Susan Noll vom Internet-Portal schnitt.de schreibt, István Szabó greife auch in der Geschichte von Magda und Emerenc sein altes Thema auf, vom Menschen in Machtverhältnissen und einer Gesellschaft, die auf Hierarchien basiert. Doch würden viele dieser kleinen Geschichten, die sich hier andeuten und Erwartungen wecken, am Schluss nicht kraftvoll genug erzählt. „Flashbacks sollen die Charaktere fundieren, doch sie ziehen ihre Geschichten unnötig ins Mystische“ und die Dramatik in den Lebensgeschichten verpuffe.